# Cornides-kódex

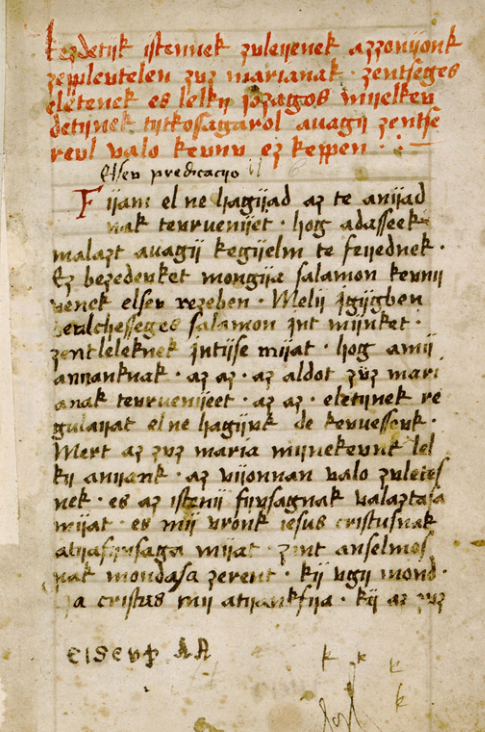
A Cornides-kódex első levele

A Cornides-kódex 1514–1519 között keletkezett  magyar kézirat.
A kódexmásoló Ráskay Lea domonkosrendi apáca volt. A 215 levélből álló alkotás legendákat tartalmaz. Nevét megtalálójáról, a 18. századi Cornides Dánielről kapta. A budapesti egyetemi könyvtár tulajdona. Volf György adta ki először a Nyelvemléktár VII. kötetében 1878-ban.